# Vincenzo Caprile
Vincenzo Caprile (Napoli, 24 giugno 1856 – Napoli, 23 giugno 1936) è stato un pittore italiano.

## Biografia
Vincenzo Caprile studiò all'Accademia di Belle Arti di Napoli, con Domenico Morelli e con Gabriele Smargiassi.
Pittore di impianto impressionista, fu legato alla Scuola di Resìna fondata da Rossano, De Gregorio e De Nittis, e si dedicò alla rappresentazione di scene paesistiche e personaggi popolari. La sua tecnica pittorica denota grande freschezza di tratto, che richiama alla mente influenze di Filippo Palizzi, e ne hanno determinato un ottimo successo commerciale.
Dimorò per lunghi periodi a Venezia, alternando pitture della Laguna a paesaggi napoletani.
Con altri pittori napoletani (Luca Postiglione, Pietro Scoppetta, Vincenzo Volpe, Edoardo Matania, Attilio Pratella, Giuseppe Alberto Cocco, Giuseppe Casciaro, Giuseppe Chiarolanza, Gaetano Esposito, Vincenzo Migliaro, Vincenzo Irolli) fu chiamato a decorare le sale del Caffè Gambrinus di Napoli.

## Opere nei musei
- Galleria d'arte moderna Ricci Oddi di Piacenza con le opere: Ave Maria (1880) e Veduta napoletana.
- Galleria d'arte moderna di Milano con le opere: Popolana (1850), Fabbrica di Santi (1883) e Figura di acquaiola (1883).
- Galleria d'arte moderna di Palazzo Pitti di Firenze con l'opera: Interno con figura.
- Galleria nazionale d'arte moderna e contemporanea di Roma con i dipinti: L'acqua zurfegna a Santa Lucia (1884) e Scene in Napoli.
- Museo civico di Barletta con l'opera: Marinaio che cuce (1924).
- Museo civico di Caltagirone
- Museo civico di Castel Nuovo di Napoli con l'opera: Vecchia Napoli.
- Museo del Sannio di Benevento, sezione arte,  con l'opera: In cantina.
- Museo nazionale della scienza e della tecnologia Leonardo da Vinci di Milano, sezione arte, con l'opera su tela: Capra (1880).
- Museo nazionale di Capodimonte di Napoli con le opere: Masseria, Sulla spiaggia e Ritratto di signora.
- Pinacoteca di Parabita con l'opera: Ritratto di Enrico Giannelli.
- Pinacoteca comunale di Porto Recanati con le opere: L'Orciaiolo e Interno di cucina con bambina.
- Pinacoteca provinciale di Bari con i dipinti: L'acquaiola e Venezia.
- Pinacoteca provinciale Irpina di Avellino con l'opera: Interno di osteria.

## Galleria d'immagini

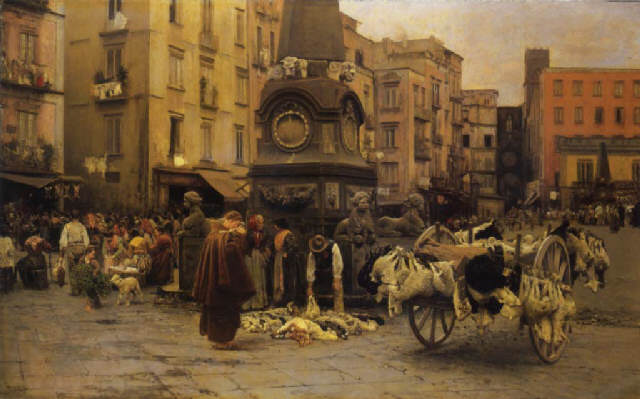
Mercato di Pasqua a Napoli
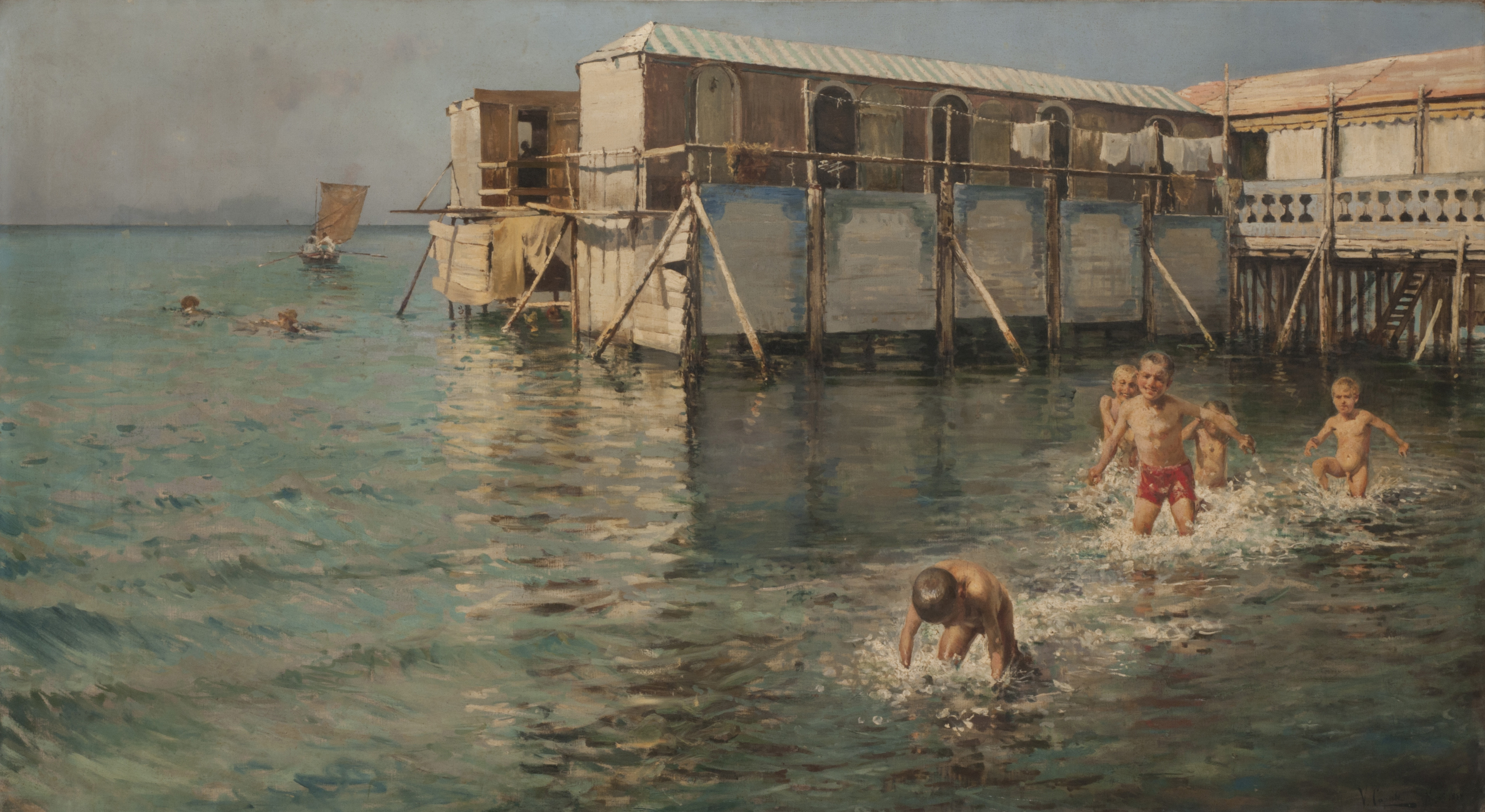
Bagno nel mare o Guaglioni